# Gymnogyps varonai
A Gymnogyps varonai a madarak (Aves) osztályának újvilági keselyűalakúak (Cathartiformes) rendjébe, ezen belül az újvilági keselyűfélék (Cathartidae) családjába tartozó fosszilis faj.

## Tudnivalók
Ezt a fosszilis madarat először, azaz 1971-ben a kubai Oscar Arredondo negyedidőszakra specializálódott őslénykutató írta le és nevezte meg. Arredondo először az Antillovultur varonai nevet adta ennek a kondornak. 1978-ban, Storrs L. Olson amerikai biológus és ornitológus Gymnogyps-fajnak javasolta. 2003-ban William Suárez és Steven Emslie, akik újra és most pontosabban leírták a madarat, átnevezték a mai nevére Gymnogyps varonaira. Az Antillovultur pedig a Gymnogyps szinonimája lett. Ezt a újvilági keselyűfajt legalább 6 töredékes maradványnak köszönhetően ismerünk; valamennyit Kubában találtak meg és a pleisztocén - holocén határán éltek. A maradványok főleg a koponyát, a csőrt és a szárnyakat alkotó csontokból állnak.
A kutatások alapján a legközelebbi rokonai a kaliforniai kondor (Gymnogyps californianus) és a Gymnogyps kofordi lehettek, továbbá meglehet, hogy ezekből egyiknek az utóda. A szóban forgó madár valamivel robusztusabb és nagyobb volt, mint a két másik kondorfaj. A MPSG21 példány koponyájának szélessége 43,2 milliméteres, míg magassága 38,8 milliméteres és a combcsont (femur) hossza 141 milliméteres. A koponya alakja erős izomzatra utal, ebből pedig nagyobb csigolyák képzelhetők el. A csőrt erősítő kiemelkedés előrébb helyezkedik el e kondor esetében, mint nemének más fajainál. Kuba megafaunáját néhány kétujjú lajhárféle (Megalonychidae), mint például a Megalocnus, Acratocnus és Parocnus, valamint nagytestű teknősök és rágcsálók alkották. E csontlemezes és páncélos állatokkal való táplálkozáshoz erősebb testfelépítés és robusztusabb csőr volt szűkséges. Ezeket az állatokat valószínűleg nem a kondor ölte meg, hanem csak az elpusztult tetemeikkel táplálkozhatott.

## Fordítás
- Ez a szócikk részben vagy egészben  a   Gymnogyps varonai című angol Wikipédia-szócikk ezen változatának fordításán alapul.  Az eredeti cikk szerkesztőit annak laptörténete sorolja fel. Ez a jelzés csupán a megfogalmazás eredetét és a szerzői jogokat jelzi, nem szolgál a cikkben szereplő információk forrásmegjelöléseként.